# Firmicus duriusculus
Firmicus duriusculus là một loài nhện trong họ Thomisidae.
Loài này thuộc chi Firmicus. Firmicus duriusculus được Eugène Simon miêu tả năm 1903.